# Nectopsyche lahontanensis
Nectopsyche lahontanensis là một loài Trichoptera trong họ Leptoceridae. Chúng phân bố ở miền Tân bắc.